# Cinque più cinque meno
Cinque più cinque meno è un gioco di carte italiano basato su scommessa.

## Il gioco
Si gioca con un mazzo di 40 carte a figure.
Per la prima smazzata, si sorteggia il mazziere, che non potrà giocare, ma potrà vincere se alla fine delle carte nessuno avrà fatto piatto, lasciando quindi dei soldi nel piatto.

Per le successive mani il ruolo di mazziere viene assunto da chi punterà il piatto vincendolo o quando finendo tutte le carte il mazziere passa la mano al giocatore più vicino.
Come prima operazione, ogni giocatore pone al centro del tavolo (in un contenitore reale o immaginario, chiamato piatto) una tassa obbligatoria, che viene concordata in precedenza.

A questo punto il mazziere mescola le carte, le fa “tagliare” dal vicino di sinistra (che, volendo, può rinunciare al taglio dicendo “alla fiducia!” e/o bussando sul tavolo o sul mazzo) e attende che il primo giocatore dica una cifra che vuole scommettere.

Detta la cifra il mazziere gli dà una carta scoperta, il punto sulla carta determina se il giocatore ha perso o vinto la cifra detta in precedenza.

Se il numero della carta è da 2 a 5 vince il mazziere quindi il giocatore mette nel piatto la cifra detta, al contrario se il numero è da 6 a 9 il giocatore prende l'importo pari alla cifra detta in precedenza dal piatto, se esce un Asso il giocatore pagherà il doppio viceversa se uscirà un Re ne vincerà il doppio.
Il gioco si può dire senza fine perché finite la carte il mazzo si può subito rimescolare e ricominciare da dove si era rimasti.

### Varianti principali
- Cinque più cinque meno Colleferrino: la variante detta cinque più cinque meno colleferrino o cinque più cinque meno alla colleferrina tende a portare il gioco ad un livello di difficoltà maggiore.

Innanzi tutto in questa variante il mazziere può giocare, quindi al suo turno fa le stesse cose del giocatore, ossia dire ad alta voce la cifra che vuole giocare e si dà una carta scoperta.
La cosa più importante della variante e che lo rende più difficile è che oltre a dire la cifra da giocare si dice anche su o giù.

In questo modo il gioco sarà stravolto perché dicendo giù i punti capovolgeranno quindi se il numero sarà da 2 a 5 vince il giocatore (e con Asso vince il doppio), mentre se esce da 6 a 9 perde (e con Re perde il doppio), e viceversa se il giocatore dirà su.
Così facendo ogni mano avrà un destino diverso.